# 左民安
左民安（1935年—1987年），山東萊陽人，1959年上海華東師範大學畢業後，在北京師範大學中文系工作。1962年以後，一直在寧夏大學中文系任教。
左民安除了教學外，一生致力於文字學和訓詁學的研究，其著作邏輯嚴密，深入淺出，語言明白曉暢，主要有:《漢字例話》、《漢字例話續篇》、《漢字部首講解》等。